# Kurt Klaus
Kurt Klaus (geb. 26. Oktober 1934) ist ein Schweizer Uhrmacher und Erfinder. 

## Leben
Kurt Klaus wurde in der Ostschweiz geboren und begann seine Lehre in der französischsprachigen Schweiz. Nachdem er seine Frau Martha geheiratet hatte, zogen sie zurück in die Ostschweiz, wo es nur einen großen Arbeitgeber für Uhrmacher gab, IWC.
Er begann im Januar 1957 für IWC zu arbeiten (als Mitarbeiter des berühmten Uhrmachers Albert Pellaton) und tut dies bis heute (obwohl er offiziell im Ruhestand ist).

## Arbeit
Berühmt wurde Kurt Klaus vor allem durch die Konstruktion des Ewigen Kalenders "IWC Da Vinci", der einen Meilenstein in der modernen Uhrmacherei darstellte, da er mehrere, zum Teil erstmalige Funktionen in einer Armbanduhr vereinte. 
Das Kaliber 7906 in dieser Uhr umfasste eine digitale 4-stellige Anzeige der Jahreszahl und einen Chronographen. 
Die Konstruktion des ewigen Kalenders (basierend auf dem bekannten Valjoux 7750) war mit nur 81 Teilen vergleichsweise einfach und konnte nur über die Krone und ohne externe Drücker eingestellt werden.
Auch der Preis von unter 15'000 Schweizer Franken war für die damalige Zeit (die Uhr erschien 1985) einzigartig.
Die "IWC Da Vinci" gilt als Wendepunkt für die Branche und markiert das Ende der Quarzkrise.
In den vielen Jahren bei IWC war Klaus auch an zahlreichen anderen wichtigen Projekten beteiligt, z. B. an Minutenrepetitionen, Tourbillons und der Uhr "Il Destriero Scafusia", die zu ihrer Zeit die komplizierteste Armbanduhr der Welt war.
IWC stellt weiterhin Ewige Kalender, auch mit Chronographen, her, die auf dem Design des mit der Krone zu bedienenden Konzept von Klaus basieren, und bezog ihn in ihre Weihnachtskampagne für das Jahr 2020 ein.